# Adam Naruszewicz
Adam Stanisław Naruszewicz (em lituano:  Adomas Naruševičius; 20 de outubro de 1733 - 8 de julho de 1796) foi um nobre polonês-lituano, poeta, historiador, dramaturgo, tradutor, publicitário, jesuíta e bispo católico romano.
Nascido em uma família szlachta, ele se tornou um conselheiro próximo do rei polonês Stanisław August Poniatowski, bispo titular de Smolensk (1775–1790), bispo de Łuck (1790–1796) e membro do governo da Comunidade polonesa-lituana através de seu assento no Conselho Permanente (1781–1786).
Ele foi descrito como um dos escritores mais importantes do Iluminismo polonês. Em seus primeiros anos, ele escreveu poemas e dramas, antes de se concentrar na pesquisa histórica e se tornar um dos primeiros historiadores poloneses modernos. Autor dos sete volumes de Historia narodu polskiego (História da Nação Polonesa), uma obra altamente influente na historiografia polonesa inicial, ele é responsável por popularizar o termo "dinastia Piast" para descrever a primeira dinastia da Polônia.

## Vida pessoal

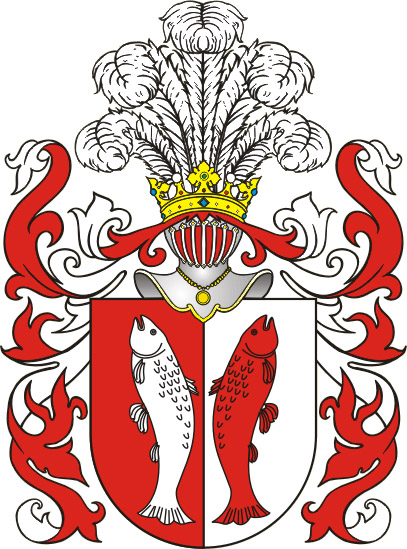
O brasão de Wadwicz, usado por Naruszewicz

A família Naruszewicz pertencia à classe média szlachta (nobreza polonesa-lituana) que ocupava cargos no governo local e tinha uma pequena propriedade na região de Polesie da Comunidade polonesa-lituana, onde Adam Naruszewicz provavelmente nasceu.
Ele começou sua educação em uma escola jesuíta em Pinsk. Naruszewicz ingressou na Ordem dos Jesuítas em 14 de agosto de 1748 e, pouco depois, começou a estudar e, a partir de 1753, lecionar gramática na Universidade de Vilnius.:554:19 Ele ensinou retórica no internato de elite dos jesuítas, Collegium Nobilium em Varsóvia desde 1757.:19Entre cerca de 1758 e 1762 estudou teologia no Collège de la Trinité em Lyon, França. Ele recebeu as ordens sagradas na vizinha Vienne em 17 de janeiro de 1762.:555:20 Durante sua estada na Europa Ocidental visitou a Alemanha, Itália e Espanha e conheceu a rainha polonesa da França, Marie Leszczyńska, durante uma audiência em Versalhes.:19 Após seu retorno à Comunidade polonesa-lituana, ele retomou sua posição como professor no Collegium Nobilium, agora também ensinando língua francesa, poética, geografia e história; em 1767–1768 deu algumas palestras na escola militar, o Corpo de Cadetes.:555:20
Naruszewicz foi apresentado ao rei polonês Stanisław August Poniatowski pelo príncipe Adam Kazimierz Czartoryski em 1764.:555:20 Ele foi o editor da Zabawy Przyjemne i Pożyteczne - a primeira revista literária polonesa, publicada nos anos de 1770–1777, e um regular proeminente nas reuniões artísticas, conhecidas como almoços de quinta -feira, organizadas pelo rei.:557:6 Também um escritor prolífico, Naruszewicz recebeu a  pl do rei em 1771 - um prêmio em reconhecimento por suas realizações literárias.:556:6 Naquela época, ele já era considerado um dos maiores defensores, conselheiros e aliados de Poniatowski.:556:20 A Ordem dos Jesuítas foi suprimida em 1773, mas o rei arranjou vários cargos na igreja para Naruszewicz. Inicialmente, ocupou cargos em paróquias. Ele foi nomeado bispo coadjutor na Diocese Católica Romana de Smolensk e foi consagrado bispo da sé titular de Emaús em 25 de maio de 1775. Tornou-se bispo diocesano de Smolensk em 1788 e bispo de Łuck em 1790.:557:22:7 Poniatowski concedeu-lhe a Ordem de Santo Estanislau em 1776 e a Ordem da Águia Branca em 1783.:557, 559
.

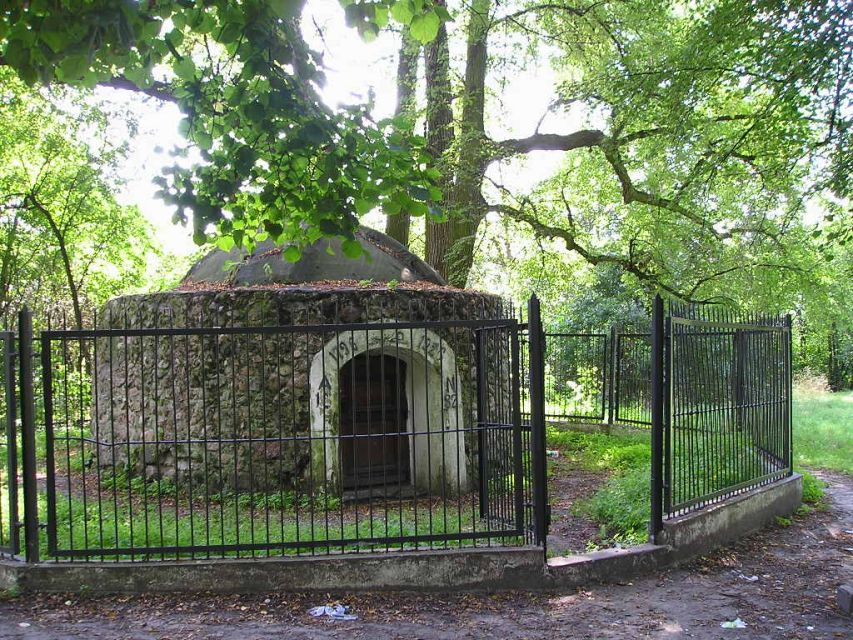
"Naruszewicz Cave" em Janów Podlaski, um lugar de reclusão preferido por Naruszewicz durante os últimos anos de sua vida

De 1781 a 1786, ele foi membro do Conselho Permanente, a mais alta autoridade administrativa da Comunidade polonesa-lituana, e também ocupou o posto de Grande Escriba Lituano.:559 Como membro do Senado da Comunidade Polonesa-Lituana, ele participou do Grande Sejm, ajudando a facção de Poniatowski nas tentativas de reformar o país. Foi partidário da Constituição de 3 de maio de 1791 e um dos Amigos da Constituição.:559–560:30 Atuou como o " chicote do rei" no Senado, embora não tenha desempenhado um papel importante nos debates parlamentares, atuando principalmente como redator e organizador.:30 Durante os dois primeiros anos do Grande Sejm, ele foi um parlamentar disciplinado, participando de todas as reuniões e envolvido em todas as resoluções submetidas à sessão. A partir de 1790, porém, começou a se retirar da vida política, passando muito tempo em sua residência em Janów Podlaski, sede dos bispos de Łuck.:29–31 Em 1792 ele sofreu um ataque cardíaco.:30 Após a derrota polonesa na Guerra Polonês-Russa naquele ano e a entrada forçada de Poniatowski na pró-Rússia Targowica Confederação (à qual Naruszewicz também se juntou), ele se retirou da vida política, não frequentando o Grodno Sejm, e passou seus últimos anos em Janów Podlaski.:560:7:30 Embora sua saúde estivesse piorando, ele apoiou a Insurreição de Kościuszko, o que o obrigou a buscar refúgio brevemente no exterior durante o conflito. Ele voltou para Janów Podlaski depois, onde morreu em 8 de julho de 1796, logo após a Terceira Partição da Polônia encerrar a existência da Comunidade.:560:30:7 Ele está enterrado na Basílica da Santíssima Trindade, em Janów Podlaski.

## Obras

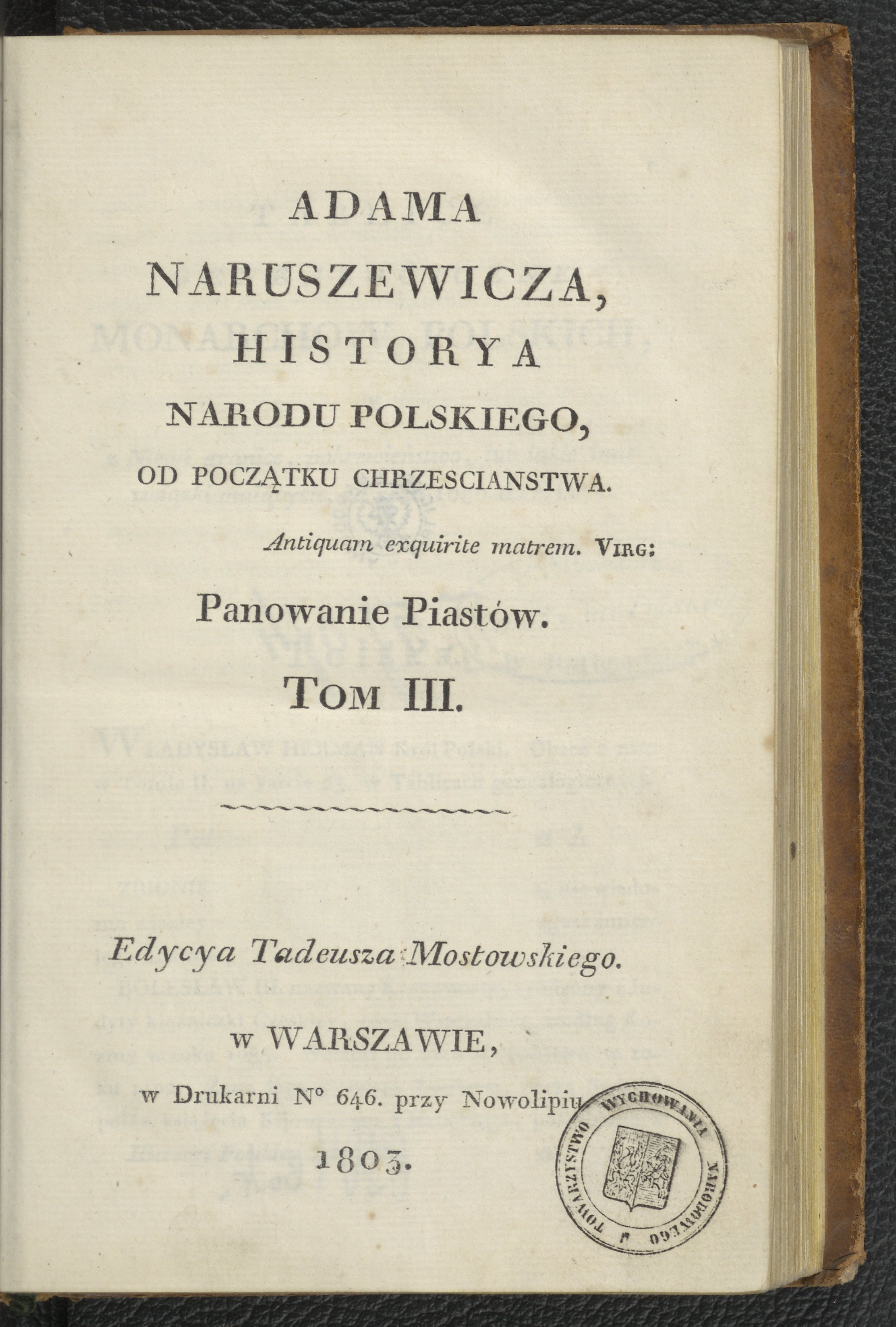
Capa da edição de 1803 do volume III de sua História da Nação Polonesa

Naruszewicz foi um escritor prolífico (tanto em polonês quanto em latim), iniciando sua carreira literária no final da década de 1740, com sua primeira obra publicada, um poema dedicado a Jan Mikołaj Chodkiewicz, estreando em 1756,:7–8 seguido por seu primeiro panfleto de pesquisa um ano depois.:19 Ele escreveu odes, idílios, sátiras, contos de fadas, epigramas e poemas rococó; muitos deles elogiavam Poniatowski, embora essas obras panegíricas raramente sejam consideradas suas melhores.:6, 12 Ele também escreveu um drama voltado para a juventude, Gwido, hrabia Blezu (1770). Também atuou como editor e tradutor de obras latinas e francesas para o polonês - ele traduziu obras de autores como Anacreon, Horácio, Tácito, bem como autores modernos de escrita latina como Pole Maciej Kazimierz Sarbiewski e o suíço Salomon Gessner.:6 Ele foi a primeira pessoa a traduzir as obras de Tácito para o polonês.:21
Mais tarde, ele deixou de escrever ficção, concentrando-se na pesquisa histórica. Suas obras históricas incluem uma monografia sobre o hetman Jan Karol Chodkiewicz (publicada em 1781) e mais de 130 biografias mais curtas de outros indivíduos notáveis.:557 A biografia de Chodkiewicz foi seu primeiro trabalho publicado extensivamente baseado em registros de arquivo.:21 Seus trabalhos também incluem panfletos políticos de apoio à facção de Poniatowski, principalmente focados no tema da história política com implicações para a era moderna.:557:21–23 Sua pesquisa histórica culminou nos sete volumes de Historia narodu polskiego ("História da Nação Polonesa"), escritos principalmente nos anos de 1776 a 1779 e publicados nas décadas subsequentes. Este ambicioso projeto, inspirado nas obras de Voltaire, a primeira tentativa moderna de compilar uma história abrangente da Polônia, ficou inacabado, pois Naruszewicz apenas completou os volumes que cobrem a história polonesa até o final da dinastia Piast no século XIV.:559:23–29 Com seu crescente envolvimento na vida política, a pesquisa histórica de Naruszewicz parou no final da década de 1780;:30 no entanto, até o início da década de 1790, ele estava compilando documentos históricos, conhecidos como Teki Naruszewicza ("Pastas de Naruszewicz"). Embora inéditos durante sua vida, eles se tornaram um arquivo valioso para futuros historiadores, contendo documentos bem organizados, incluindo cópias de textos agora perdidos.:559:29:7

## Importância

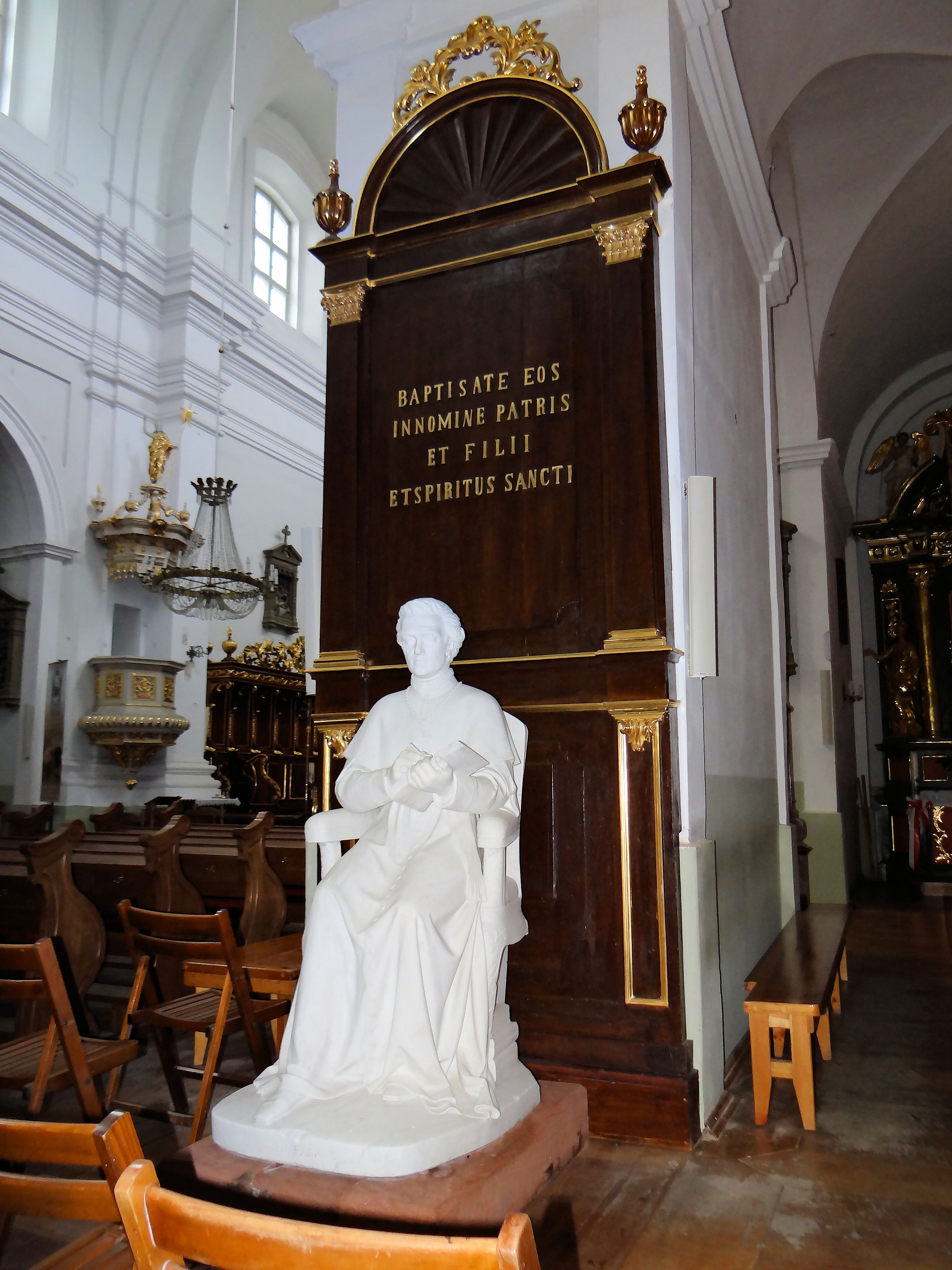
Estátua do Bispo Adam Naruszewicz na Igreja da Santíssima Trindade em Janów Podlaski

Ele é descrito por D.R. Woolf como "um dos fundadores do Iluminismo polonês ", e por Barbara Wolska como "um dos poetas mais importantes do Iluminismo polonês",:7e o poeta mais significativo associado à facção política de Poniatowski.:6 Julian Platt o via como a principal figura literária polonesa do início do Iluminismo, antes que essa posição fosse assumida por Ignacy Krasicki.:560 Sua obra literária foi descrita por Wolskaand Platt como adequada ao espírito do Iluminismo, embora formalmente - por meio de sua forma e linguagem - ainda exiba muitas semelhanças com os estilos da época anterior (barroco, classicismo, sentimentalismo e rococó). Naruszewicz foi creditado por eles por iniciar uma série de mudanças no estilo da literatura polonesa e ser um dos criadores poloneses da novidade das ideias iluministas expressas na poesia. Suas obras inspiraram vários escritores a seguir.:556:8
De acordo com Norman Davies e John D. Stanley, Naruszewicz também foi citado entre os primeiros historiadores poloneses modernos.:18 Em particular, ele também foi o primeiro historiador moderno que usou o termo dinastia Piast para descrever a primeira dinastia da Polônia, popularizando-a na historiografia subsequente. Segundo Platt, ele foi o historiador polonês mais significativo até Joachim Lelewel. Na historiografia polonesa, há uma distinção entre a "Escola Naruszewicz", apoiando a monarquia e forte poder central, e a "escola Lelewel", mais liberal-republicana.:560:33 Assim como sua obra literária, suas pesquisas históricas e escritos foram influenciados pela filosofia do Iluminismo, isso é visível tanto em sua metodologia quanto em sua filosofia (aderindo a conceitos como didatismo, empirismo, humanitarismo, pragmatismo, ceticismo sobre a tradição, secularismo e utilitarismo ), seu estilo de escrita vernacular e seus objetivos, como sua ênfase no estudo da política doméstica, endossando uma monarquia forte e orgulho nas realizações nacionais (incluindo seu apoio ao uso da língua polonesa na literatura).:18, 21 John D. Stanley elogiou-o pelo seu "enorme respeito pela verdade", visível na sua metodologia, repleta de análises críticas - incluindo discussão de relatos contraditórios e referências extensas e detalhadas às fontes.:28, 32

## Prêmios
- Medalha Merentibus (1771)[2]:556
- Order of Saint Stanislaus (11 V 1776)[2]:557
- Knight of the Order of the White Eagle (1783)[2]:559